# Leysdown
Leysdown är en civil parish i grevskapet Kent i sydöstra England. Den ligger i distriktet Swale, på den östra delen av Isle of Sheppey. Civil parishen hade 1 605 invånare vid folkräkningen år 2021.
I civil parishen ligger orterna Leysdown-on-Sea och Bay View samt byarna Shellness och Harty.